# Michael Boso
Michael Boso (3 settembre 1991) è un calciatore salomonese, difensore svincolato.

## Palmarès

### Club

#### Competizioni nazionali
- Telekom S-League: 1

Marist: 2016-2017